# Гиро, Александр
Пьер-Мари-Жан-Александр-Терез Гиро (фр. Pierre-Marie-Jeanne-Alexandre-Thérèse Guiraud) более известный как Александр Гиро (24 декабря 1788 — 24 февраля 1847) — французский поэт, драматург и романист.

## Биография
Гиро родился в Лиму, Од, сын богатого торговца тканями. Учился в школе права в Тулузе, где он написал «Gymnase Littéraire». Он часто ездил в Париж, где успех его поэзии открыл двери во Французскую академию, в которую он был избран выиграв у Альфонса де Ламартина в 1826. Получил титул барона от Карла X в 1827 году в награду за вклад в создание оперы «Фарамонд». Он был автором многих элегических стихов, а также трагедий и романов. Умер в Париже.